# 게프하르트 레베레히트 폰 블뤼허

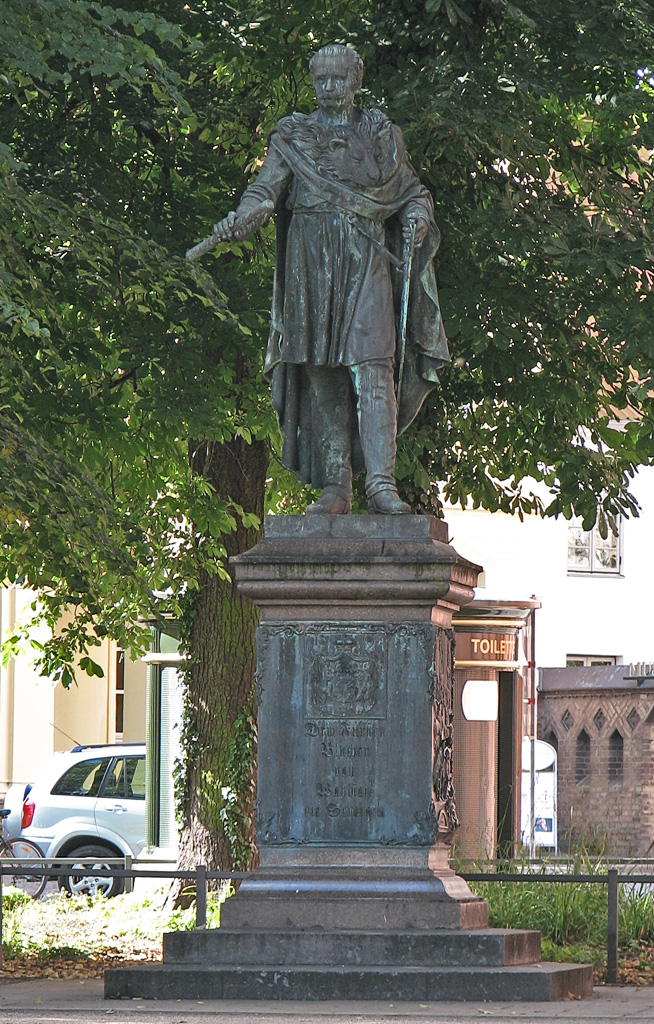
로스토크 대학교 앞에 있는 블뤼허 동상

게프하르트 레베레히트 폰 블뤼허 폰 발슈타트 후작(독일어: Gebhard Leberecht von Blücher, Fürst von Wahlstatt [gɛphaɐt lebəʁɛçt fɔn blyçɐ][*]; 1742년 12월 16일 - 1819년 9월 12일)은 프로이센의 육군원수로서 그가 이끄는 프로이센군은 1813년 라이프치히 전투와 1815년 워털루 전투에서 웰링턴 공작과 함께 나폴레옹 1세에 대항해 싸웠다.
로스토크와 베를린에서 그는 시민들로부터 "전진원수(前進元帥;"Marschall Vorwärts";"Marshal Forwards!")"라는 별명을 얻었는데, 왜냐하면 그의 공격적인 성격에 기인한 것이었다. 오늘날 독일의 관용어에서 "ran wie Blücher" ("on it like Blücher")란 “전쟁 또는 그 밖에서 매우 직접적이고 공격적인 행동을 하는 사람”을 의미하는 말이다.

## 생애

### 초기
1742년 12월 16일 당시 스웨덴령 메클렌부르크에 있던 로스토크에서 태어났다. 14살 때 아버지, 형제들과 함께 스웨덴군에 입대해 1760년부터 포메라니아에서의 전쟁에 종군했다. 블뤼허는 프로이센군의 포로가 되었고, 그곳에서 그대로 프로이센군에 입대했다. 7년 전쟁에서는 경기병 부대의 장교로써 종군하여 용감무쌍한 모습을 보여 많은 전공을 세웠다.
전쟁이 종결되고 평화가 찾아오자, 블뤼허의 사나운 성격은 주위 사람들과 트러블을 일으켰다. 1773년 승진이 물거품이 되자 블뤼허는 군을 떠날 결심을 하게 된다. 그때 다음과 같은 무례한 편지를 프리드리히 대왕에게 보냈다. (폰 블뤼허 기병대위는 사라지겠다. Der Rittmeister von Blücher kann sich zum Teufel scheren)
그 후 블뤼허는 농업을 시작하여 그 후 약 15년간 전원생활을 했다. 프리드리히 대왕의 사후, 블뤼허는 군에 복귀하고 소령으로 붉은 경기병연대의 지휘관에 임명되었다. 1787년 네덜란드에 파견되어 다음 해 1788년 중령으로 승진하고 그 다음 1789년에는 프로이센군 최고의 영예인 푸어 르 메리테 훈장을 수여받는다.
1792년 프랑스 혁명 전쟁이 발발하고 프로이센은 제1차 대프랑스 동맹에 참가해 블뤼허는 프랑스와의 전쟁에 종사하게 되었다. 일련의 전투에서 블뤼허는 기병지휘관으로써 유능하다는 것을 입증하고 1794년 대령으로 승진하였고, 거기에 키르와이라 전투에서 전공을 세워 같은 해 소장으로 승진했다. 1795년 바젤 조약으로 프랑스와 프로이센은 강화를 맺었고 블뤼허는 본국으로 귀환하였다. 1801년 블뤼허는 중장으로 승진하고 그때부터 그는 군부내에서도 중요한 위치에 있게 되었다.

### 나폴레옹 전쟁
1806년 프로이센은 제4차 대프랑스 동맹을 결성하고 프랑스에 대해 선전포고를 하였다. 블뤼허는 사단장으로서 작전에 종사하게 되었다. 10월 14일 예나-아우어슈테트 전투에서 프로이센군은 대패했다. 패전중에 블뤼허는 훗날 참모총장이 된 샤른호르스트와 합류하고, 아군의 패주 속에서 블뤼허와 샤른호르스트의 군은 비교적 정연한 모습으로 철수를 시작해 추격하는 프랑스군에게 저항을 계속했다. 11월 7일 블뤼허의 군은 뤼베크 근교의 라트카우에서 항복했다. 이때 [탄약이 떨어져서]란 문구를 넣어 명예를 지키는 데 성공했다(아직 전투의지는 있으나, 탄약이 떨어져 어쩔 수 없이 항복한 것이라는 체면치레를 하였다). 이때 블뤼허의 군을 추격한 사람은 당시 프랑스군 원수 베르나도트 장군이었기 때문에, 훗날 베르나도트가 대프랑스 동맹에 참가한 이후에도 베르나도트와는 그리 어울리지 않았고, 반목하였다. 포로교환에서 석방된 블뤼허는 프리드리히 빌헬름 3세의 도망에 앞서 쾨니히스부르크로 향해 전쟁을 지속했다.
1807년 7월 틸지트 조약이 체결되었다. 프로이센은 국토의 절반을 할양하고 나폴레옹은 그 땅에 베스트팔렌 왕국을 건국하였다. 이 굴욕적인 조약에 프로이센 국내에서는 애국적인 풍조가 왕성하게 일어났다. 반 나폴레옹의 급선봉이 된 블뤼허는 이런 애국파의 리더로 손색이 없는 인물이었다. 1807년 블뤼허는 포메라니아 군 사령관에 임명되고 1809년 대장으로 승진했다. 1812년 나폴레옹이 러시아 원정 준비를 진행하는 도중 프로이센에서는 러시아와 프랑스 중 어느 쪽과 동맹을 맺을지 국론이 분할되었다. 블뤼허는 러시아와 동맹을 맺을 것을 주장했으나, 프리드리히 빌헬름 3세는 프랑스와 동맹을 맺을 것을 결정했다. 그 때문에 블뤼허는 포메라니아군 사령관직을 사임하였다.

### 국가간 전쟁
1813년 나폴레옹의 러시아 원정이 실패로 끝나자, 블뤼허는 군사령관직에 복귀하였다. 프로이센은 프랑스에 대해 선전포고를 하고 바야흐로 국가간 전쟁이 개시되었다. 블뤼허는 프로이센군 총사령관에 임명되었고, 참모총장이 된 샤른호르스트와 함께 지휘를 맡게 되었다. 3월 프로이센군의 춘계공세가 개시되었으나 뤼첸 전투와 바우첸 전투에서 막대한 피해를 입고 일시휴전이 체결되었다. 또한 뤼첸에서 받은 상처가 원인이 되어 샤른호르스트가 사망했기 때문에 그나이제나우가 후임 참모총장에 임명되었다. 아직 프랑스의 전력이 막강하다는 것을 알게 된 프로이센은 다른 나라와의 동맹 체결에 힘을 기울여 같은해 8월 제6차 대프랑스 동맹이 결성되었다.
8월 12일 동맹에 기인하여 오스트리아 제국이 프랑스에 대해 선전포고를 하고, 뒤이어 러시아 제국, 스웨덴 왕국도 행동을 개시했다. 동맹군의 움직임은 일정하지는 않았으나, 그나이제나우는 각군 내부에 파견된 프로이센 참모장교를 통해 전략 레벨에서 협동행동을 실현하였다. 블뤼허는 프로이센군 40,000명, 러시아군 50,000명으로 구성된 슐레지엔 군을 직접 이끌고 프랑스로 진군을 개시했다. 8월 26일 블뤼허는 카츠바흐 전투에서 마크도날 원수가 이끄는 프랑스군을 격파했다. 몽시게른에서 마르몽 원수를 격파한 블뤼허는 10월 16일 육군 원수에 서임되었다. 10월 16일부터 19일에 걸쳐 벌어진 라이프치히 전투에서 동맹군은 나폴레옹이 이끄는 프랑스군을 격파하고 독일에서 프랑스 세력을 제거했다. 이 공적이 인정되어 블뤼허는 성부 대십자장을 수여받았다. 이 훈장을 받은 사람은 훗날 힌덴부르크 원수와 블뤼허 단 2사람 뿐이었다.
1814년 동맹군은 프랑스 본토에 침공했다. 프랑스군은 몇몇 전술적 승리를 거두었지만, 전략적으로는 수세에 몰렸다. 3월 13일 블뤼허가 이끄는 프로이센군은 파리에 입성했다. 파리가 외국군의 진입을 허용한것은 400년 전 백년 전쟁 이래 처음 있는 일이었다. 4월 4일 나폴레옹은 퇴위 당해 엘바섬으로 유배되었다. 블뤼허는 나폴레옹은 아직 위험하니 총살시켜야 한다고 주장했으나, 이것은 받아들여지지 않았다. 6월 3일 블뤼허는 발슈타트 대공의 작위를 하사받았다. 그 후 얼마 안 가 블뤼허는 영국을 방문하고 열렬한 환영을 받았다. 귀국후 블뤼허는 퇴역하여 슐레지엔에 정착했다.

### 워털루 전투
1815년 나폴레옹이 엘바섬을 탈출해 프랑스로 돌아오자, 블뤼허는 다시 군으로 복귀하게 되었다. 블뤼허는 벨기에에 주둔 중인 프로이센군 총사령관이 되었고, 다시 그나이제나우를 참모총장으로 기용하였다. 6월 16일 프로이센군은 리니 전투에서 프랑스군에게 패배했다. 이 전투에서 블뤼허는 부상을 입어 일시적으로 지휘권을 그나이제나우에게 맡겼다. 그나이제나우는 군대를 동쪽으로 철수시켰고, 나폴레옹은 그루시에게 이들을 추격하라고 명령하고 파견하였다. 지휘를 맡은 그나이제나우는 영국군을 불신하여 라인 방면으로 후퇴할 것을 고려하고 있었다. 이때 병석에서 일어난 블뤼허는 후퇴를 기각하고 그나이제나우에게 부탁해 프랑스군을 격파할 것을 명령했다. 영국군과 합류하기 위해 프로이센군은 강행군으로 서쪽으로 방향을 돌렸다.
6월 18일 워털루(라 벨 알리앙스)에서 프랑스군과 영국군이 결전을 벌이고 있었다. 그루시 군의 추격을 뿌리친 프로이센군은 저녁쯤 전장에 도착해 프랑스군 우익을 공격했다. 중앙에서 제국 근위대의 공격이 실패로 끝나고, 영국군도 반격에 나서자 프랑스군은 패퇴했다. 프로이센군은 철저하게 추격에 나서 프랑스군에게 막대한 피해를 입혔다. 6월 22일 나폴레옹이 다시 퇴위하고 7월 7일 프로이센군은 다시 한 번 파리에 입성하였다.
이 전투 이후, 블뤼허는 주전장이었던 라 벨 알리앙스(좋은 동맹이라는 의미가 있다.)에서 따온, 라 벨 알리앙스 전투라고 명명할 것을 제안했다. 그러나 웰링턴은 자신의 사령부가 위치한 곳이 워털루였기에 워털루 전투라고 명명했다.
블뤼허는 얼마동안 파리에 머물렀으나 노령을 이유로 퇴역하여 슐레지엔으로 돌아갔다. 1819년 9월 12일 블뤼허는 그리브로비츠에서 77세로 죽었다.

## 평가
블뤼허는 거칠고 막무가내이며, 교양 없는 인물이었지만, 아버지 같은 인물로 도량이 넓고 인망을 갖추었다. 작전을 세울 때는 우수한 참모들을 전폭으로 신뢰하여 그들의 의견을 귀담아 듣는 현명함도 있었다. 샤른호르스트 및 그나이제나우도 그가 총사령관이었기 때문에 그 역량을 발휘할 수 있었던 것이다.
용감한 점에서는 견줄자가 없을 정도였다. 다만 그 때문에 전장에서 냉정한 판단을 잃어버리고 저돌적인 행동을 벌일 때도 많아, 돌진이 패배로 연결되는 일도 많이 있어서, 군사지휘관으로서 최고 우수한 인물이라고 말할 수는 없었다. 특히 나폴레옹에게는 정면대결에서 결코 승리하지 못했다.
그러나 그는 체념이라는 것을 알지 못하는 불굴의 사나이였다. 또한 열렬한 애국심을 가진 사람이기도 하다. 패배에 빠진 프로이센 장병을 질타하고 고무시켜 다시 나폴레옹 타도로까지 이끈 사람은 바로 블뤼허였다. 전진 원수라는 칭호는 좋은 것도 나쁜 것도 아닌 그의 특징을 좋게 표현한 것이라 생각된다.